# Relație binară
În matematică, o relație binară pe o mulțime A este o submulțime a produsului cartezian {\displaystyle A\times A} al mulțimii A cu ea însăși. Este o relație de aritate doi.
Ca notație uzuală, dacă {\displaystyle \rho \subseteq A\times A} este o relație, în loc de a scrie {\displaystyle (a,b)\in \rho }, se scrie {\displaystyle a\,\rho \,b}.

## Tipuri de relații binare
O relație binară {\displaystyle \rho \subseteq A\times A} se numește:
- reflexivă, dacă {\displaystyle \forall a\in A\,,\ a\,\rho \,a}
- antireflexivă, dacă {\displaystyle \forall a\in A\,,\ (a,a)\notin \rho }
- simetrică, dacă {\displaystyle \forall a,b\in A\,,\ a\,\rho \,b\ \Rightarrow \ b\,\rho \,a}
- antisimetrică, dacă {\displaystyle \forall a,b\in A}, {\displaystyle a\,\rho \,b} și {\displaystyle b\,\rho \,a} implică {\displaystyle a=b}
- tranzitivă, dacă {\displaystyle \forall a,b,c\in A}, {\displaystyle a\,\rho \,b} și {\displaystyle b\,\rho \,c} implică {\displaystyle a\,\rho \,c}
- de echivalență, dacă este reflexivă, simetrică și tranzitivă
- de preordine dacă este reflexivă și tranzitivă
- de ordine, dacă este reflexivă, antisimetrică și tranzitivă
- de ordine totală, dacă este relație de ordine și {\displaystyle \forall a,b\in A}, {\displaystyle a\,\rho \,b} sau {\displaystyle b\,\rho \,a}
- relație de bună ordonare, dacă este relație de ordine totală și, în plus, orice submulțime nevidă a lui A posedă un minim ({\displaystyle B\subseteq A\land B\neq \emptyset \Rightarrow \exists m\in B,\forall x\in B,m\leq x})
- de ordine strictă, dacă este antireflexivă și tranzitivă